# ボイシング
作曲と編曲において、ボイシングとは、楽器法および、和音に含まれるそれぞれの音の垂直的な間隔と並び順を決めることである（どの音を最高音位や中間音位に配分するのか、どの音を重複させるのか、それぞれの音をどのオクターヴに置くのか、それらの音をどの楽器や歌に担当させるのか、転回形を決定する最低音位にはどの音を配分するのか）。

## 概要
ボイシングとは、「種々の楽器に音や和音を配分する、あるいは間隔を決める方法」であり、「互いに関連する各音の同時的、垂直的な配置」のことである。
たとえば、次に示す3種類の和音はどれもハの長三和音だが、ボイシングが異なる。
| C Major Triad in close root position sound.mid | C Major Triad in open root position sound.mid | C Major Triad in open root position doubling 5th sound.mid |

上に示す3つのボイシングはどれも基本形だが、1番目は密集配分であり、最も密なボイシングである。2番目と3番目は開離配分で、より広い間隔が取られている。三和音において、基本形の密集配分は根音をバスに持つ3度ボイシングであり、最も密なボイシングである。
開離和声は開離配分の和音から、密集和声とは密集配分の和音から、それぞれ構成された和声および和声付けのことである。

## 重複
旋律の平行な重複 melodic doubling in parallel とは、よく似たまたは同一のリズムの旋律を付加することや、あるいは平進行を創り出すために、原旋律の上か下に常に一定の音程だけ離れた位置に配置された旋律のことをいう。
オクターブ重複 octave doubling とは、ある1つの声部や音を、同じ高さまたは別のオクターブに複製することであり、複製された声部の数がオクターブ重複の数となる（任意の音程による重複は平行進行 parallelism と呼ばれる）。
1オクターブの重複は　和音に含まれるそれぞれの音を受け持つ独立した声部の数だけ可能である。
記事の導入部に示した3つの譜例のうち、唯一重複が行われているのは右端の譜例のト音のみである。
| Debussy, Pour le piano 2. Sarabande, m. 1-2 sound.mid |

平行進行は声部の独立性を破壊するか、生み出すか、またはそのまま維持する。例として、ある程度の独立性をすべての旋律に持たせようとバッハが強く望んでいた時期に彼が選択した手法が「イギリス組曲 第1番 イ長調 BWV 806」の「ジーグ」第38小節にみられる。着目すべきは、（前半の）3度音程も（後半の）6度音程も小節全体に渡って維持されてはいない点、および、いかなる音程も4音を超えて連続してはいないという点である。というよりむしろ、バスには独自のパートが与えられているのである。
重複を考慮することは声部連結の規則や指針に従うときに重要となる。たとえば、増六の和音を解決するときはどの音も重複してはならないが、イタリアの六を解決する場合は主音（この和音の第3音）を重複させる方がよい。
| Bach - Gigue from English Suite no. 1 in A Major, BWV 806, m. 38.mid | Italian sixth moving to V sound.mid |

重複する側のパートが特定の1つのパートをいつまでも連続して重複するのではなく、複数のパートを数小節ごとに代わる代わる重複していく手法がある。重複するパートの変わり目では、しばしば跳躍進行をすることになる。これは autonomous doubling（自立的な重複）と言われている。たとえば、モーツァルトの「ドン・ジョヴァンニ」のトロンボーン・パートに見られる。
ヘンデルのオラトリオ「エジプトのイスラエル人」HWV 54第2部「出エジプト」の合唱「He Is My God」の31～49小節では、トロンボーン・パートに明確なautonomous doubling（自立的な重複）が見られる。

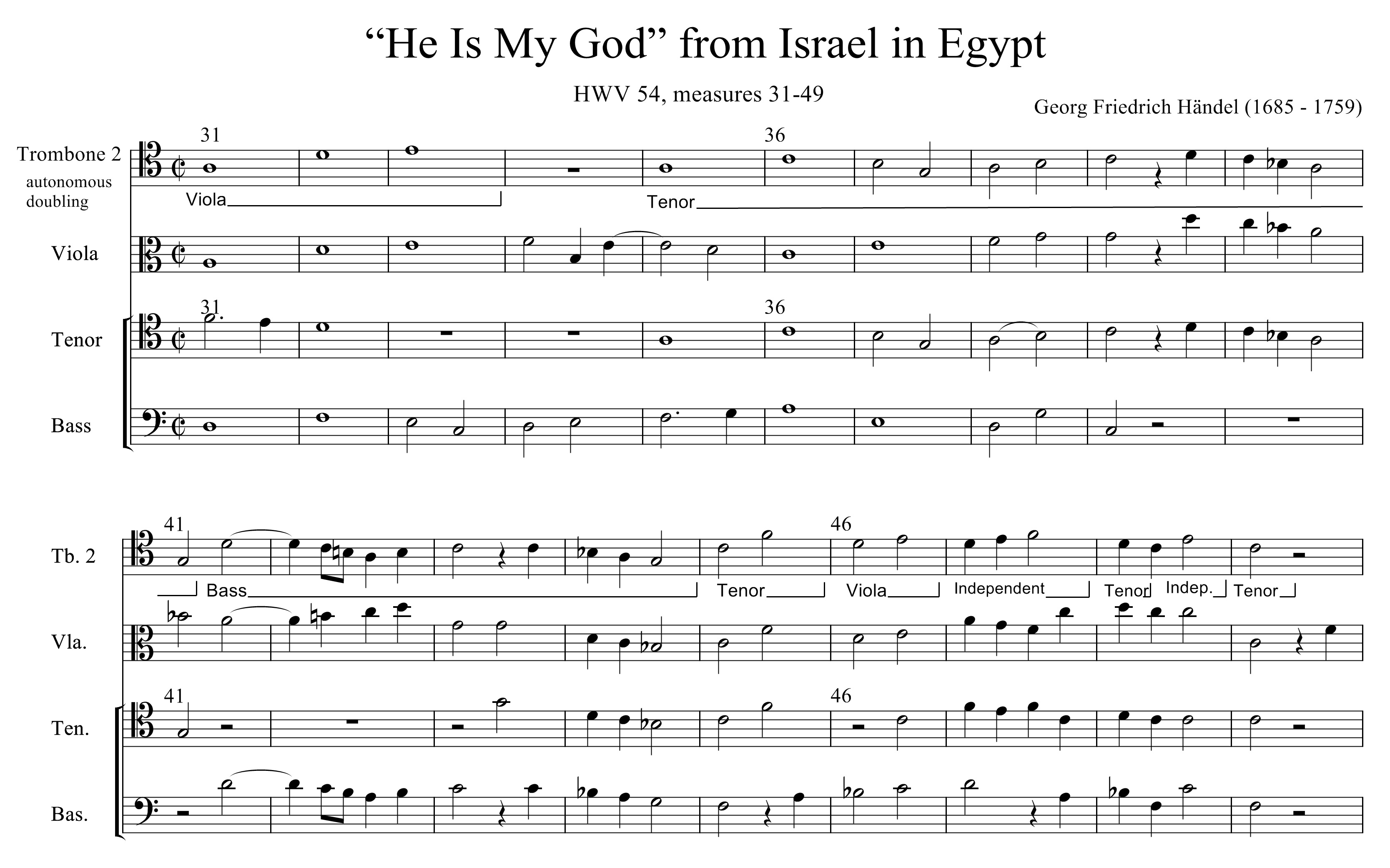
ヘンデル作曲、オラトリオ「エジプトのイスラエル人」HWV 54第2部「出エジプト」合唱「He Is My God」31～49小節。第2トロンボーンが、数小節ごとに次々と異なるパートを重複している（autonomous doubling）。